# آببر اددينغتون (باركشير)
آببر اددينغتون (بالإنجليزية: Upper Eddington)‏ هي قرية تقع في المملكة المتحدة في جنوب شرق إنجلترا.